# Гишт-банд
Гишт-банд (узб. G'ishtband) — средневековая плотина на территории Самаркандской области Узбекистана.
Была обнаружена исследователями весной 1962 года в 68 километров к юго-востоку от Каттакургана, в местности Джам Нурабадского района. Плотина Джамского водохранилища была сооружена в XII веке во время правления Караханидов в узком ущелья Амандара на горной речке Каттасай. Местные жители называли это сооружение Гишт-банд. Хотя название Гишт-банд непосредственно указывает на то, что плотина построена из кирпича, однако в действительности она сложена из тесанного камня — аплита на высококачественном известково-зольном растворе. Для наружных, лицевых плоскостей был подобраны камни с плоскими сторонами. Длина кладки плотины по верхнему горизонту 25,5 метров, высота достигает — 9—10 метров, толщина по верху — 5,5 метров, в основании — 9,10 метров, высота сохранившейся части плотины — 7—8 метров. В настоящее время сохранились лишь боковые части, упирающиеся в скалистые берега Каттасая. Судя по остаткам плотины, ее конструкция очень близка плотине Хонбанди. Западная, лицевая часть была ступенчатой. Верхние ступеньки сильно оплыли, сохранилась лишь нижняя ступенька высотой 1,75 метров и шириной 1 метр. Внутренняя, напорная часть плоская. Сделанная почти вертикально кладка поднимается вверх под углом 87°.
Длина водохранилища, образовавшегося перед плотиной в расширенной части долины Амандара, составляла 650—700 метров, ширина у плотины — 25 метров, у концевой границы — до 100 метров, емкость в среднем около 250—300 тысячи кубических метров, что позволяло орошать в Джамском оазисе примерно 250—300 гектаров. В 5 километров к западу от плотины в начале XII века в центре оазиса возникло хорошо укрепленное городище, развалины которого сейчас называются «Катта-тепа» («Большой бугор»).
В 2017 году, из республиканского бюджета Узбекистана были выделены средства на восстановление плотины и водохранилища в сумме 3 миллиарда 200 миллионов сумов.